# Ливърпулски университет
Ливърпулският университет, основан през 1881 г., е едно от водещите учебни заведения в Обединеното кралство.
Започва да приема студенти през 1882 г. Към 2025 г. те се обучават в 450 различни програми.